# Emilio Rivera
Emilio Rivera  (San Antonio, Texas, 24 de febrero de 1961) es un actor estadounidense de cine y televisión.  Es conocido por interpretar a Marcus Álvarez en la serie Sons of Anarchy y en su spin-off Mayan MC, y por representar a criminales mexicanos.
Representó a un líder del Cartel Z "Escorpion" en varios episodios de la serie "Z Nation"

## Orígenes
De ascendencia mexicana, es el mayor de cuatro hermanos y tres hermanas. Se crio en la localidad californiana de Elysian Valley, también conocido como Frogtown, una urbanización de Los Ángeles.

## Carrera
Rivera obtuvo su primer papel en la serie Renegade, junto a Lorenzo Lamas. También consiguió un papel en la película Con Air, junto a Nicolas Cage y John Cusack. Emilio ha aparecido en varios anuncios, programas de televisión y películas como Traffic, The Cable Guy, NYPD Blue, Beverly Hills, 90210, Walker, Ranger de Texas, Hitman: Agent 47, JAG, ER, A Man Apart, con Vin Diesel, Never Get Outta the Boat de John Cusack, Friday After Next, Ali G anda suelto, Rush, Hijo de la playa de Howard Stern, Law & Order: Special Victims Unit y la nueva serie de Michael Mann, Metro. 
Posteriormente hizo de Marcus Álvarez en sons of Anarchy durante siete temporadas, y apareció en  Next Day Air como Bodega Diablo. En 2013, coprotagonizó el videoclip de la rapera Nicki Minaj, High School. Interpretó a un personaje secundary en el undécimo episodio de la segunda temporada de My Name Is Earl.

## Filmografía

### Películas
| Año  | Título                             | Papel                         | Notas      |
| ---- | ---------------------------------- | ----------------------------- | ---------- |
| 2018 | Venom                              | Richard                       |            |
| 2017 | El Camino Christmas                | Vicente Santos                |            |
| 2015 | Hitman: Agent 47                   | Fabian                        |            |
| 2012 | Act of Valor                       | Sánchez                       |            |
| 2009 | High Midnight                      | El Apache                     |            |
| 2009 | Blossom                            | Jose                          |            |
| 2009 | Next Day Air                       | Bodega                        |            |
| 2009 | Otis E.                            | The 'Drunk'                   |            |
| 2008 | Street Kings                       | OG Vato                       |            |
| 2008 | Strange Wilderness                 | Border Guard                  |            |
| 2008 | The Third Nail                     | Martin                        |            |
| 2007 | The Gift: Life Unwrapped           | Padre Romero                  |            |
| 2007 | Delta Farce                        | Jorge                         |            |
| 2007 | Spider-Man 3                       | Policía en el camión de arena |            |
| 2007 | El muerto                          | Coyote                        |            |
| 2007 | North by El Norte                  | Big Boss                      |            |
| 2006 | Splinter                           | Jesse (Veterano)              |            |
| 2006 | Platinum Illusions                 | Boss Hog                      |            |
| 2005 | Fun with Dick and Jane             | Trabajador                    |            |
| 2005 | Y nada más                         | Lalo                          |            |
| 2005 | Harsh Times                        | Eddy                          |            |
| 2005 | Short Fuse                         | Camacho                       |            |
| 2005 | Purple Heart                       | Diputado                      |            |
| 2005 | Tom 51                             | Actor                         |            |
| 2004 | Doing Hard Time                    | Oficial David Teal            |            |
| 2004 | Sucker Free City                   | Detective Zepada              | Televisión |
| 2004 | Collateral                         | Paco                          |            |
| 2004 | Cake                               | Fidel                         |            |
| 2004 | Party Animalz                      | Tío Hector                    |            |
| 2004 | El Padrino                         | Rudy                          |            |
| 2003 | El Matador                         | Chuy                          |            |
| 2003 | Bruce Almighty                     | Hood                          |            |
| 2003 | A Man Apart                        | Garza                         |            |
| 2002 | Confesiones de una mente peligrosa | Benitez                       |            |
| 2002 | Never Get Outta the Boat           | Angel                         |            |
| 2002 | High Crimes                        | Hombre salvadoreño            |            |
| 2002 | Ali G anda suelto                  | Rico                          |            |
| 2002 | R.U.S./H.                          | Stick Sandoval                | Televisión |
| 2001 | Tomcats                            | Sampson                       |            |
| 2000 | Traffic                            | Soldado de Salazar #2         |            |
| 2000 | Guilty as Charged                  | Alberto Ramirerz              | Televisión |
| 2000 | Road Dogz                          | Big Joe                       |            |
| 1999 | Pros & Cons                        | Con #1                        |            |
| 1997 | Con Air                            | Carlos                        |            |
| 1996 | The Cable Guy                      | Jail Inmate                   |            |
| 1996 | Rage                               | Javier                        |            |
| 1995 | Donor Unknown                      | Emilio                        | Televisión |
| 1995 | My Family                          | Tamalito                      |            |
| 1995 | Murder Was the Case: The Movie     | Reportero #2                  |            |
| 1995 | Extreme Blue                       | Matulo                        | Televisión |

### Televisión
| Año       | Título                                  | Papel                      | Apariciones                           |
| --------- | --------------------------------------- | -------------------------- | ------------------------------------- |
| 2018      | The Family Business                     | Alejandro Zúñiga           | 7 Episodios                           |
| 2018      | On My Block (TV series)                 | 'Chivo'                    | 5 Episodios                           |
| 2018–2023 | Mayans M.C.                             | Marcus Álvarez             | Special Guest Star; 8 Episodios       |
| 2016      | The Night Shift                         | Jorge                      | 1 Episodio                            |
| 2015–2016 | Z Nation                                | Hector 'Escorpión' Alvarez | Main character; 11 Episodios          |
| 2014      | Gang Related                            | 'Tio Gordo'                | 13 Episodios                          |
| 2011      | Southland                               | Luis Reyes                 | 1 Episodio                            |
| 2009      | Lie to Me                               | Tony Calvo                 | 1 Episodio                            |
| 2008      | Terminator: The Sarah Connor Chronicles | Mexican Police Chief       | Episodio: "Mr. Ferguson Is Ill Today" |
| 2008–2014 | Sons of Anarchy                         | Marcus Álvarez             | Recurring character; 23 Episodios     |
| 2008      | Weeds                                   | 'El Coyote'                | 4 Episodios                           |
| 2008      | Moonlight                               | Chemma Tejada              | 1 Episodios                           |
| 2007      | Girlfriends                             | Nick                       | 1 Episodios                           |
| 2007      | Raines                                  | 'Coyote'                   | 1 Episodios                           |
| 2007      | Brothers & Sisters                      | The Sponsor                | 1 Episodios                           |
| 2006      | My Name Is Earl                         | Bandit #1                  | 2 Episodios                           |
| 2006      | Shark                                   | Detective #1               | 1 Episodio                            |
| 2006      | Bones                                   | Ramon Ortez                | 1 Episodio                            |
| 2005      | Kojak                                   | Diaz The King              | 3 Episodios                           |
| 2003      | CSI: Crime Scene Investigation          | Bank Robber #1             | 1 Episodio                            |
| 2003      | The Shield                              | Navaro Quintero            | 2 Episodios                           |
| 2002-2003 | Robbery Homicide Division               | Juan Tiant                 | 3 Episodios                           |
| 2002      | Son of the Beach                        | 'Dirty' Sanchez            | 2 Episodios                           |
| 2001      | Titus                                   | Castro                     | 1 Episodio                            |
| 2001      | ER                                      | Emilio Gadasco             | 1 Episodio                            |
| 2001      | English for All                         | Detective Castillo         | Unknown                               |
| 2000      | The X Files                             | Brigham                    | 1 Episodio                            |
| 1999-2003 | The Young and the Restless              | Boat Captain               | 2 Episodios                           |
| 1999      | L.A. Heat                               | Officer Miller             | 2 Episodios                           |
| 1998-2001 | NYPD Blue                               | Galvez                     | 2 Episodios                           |
| 1998      | Walker, Texas Ranger                    | Juan 'Loco' Morales        | 1 Episodio                            |
| 1998      | Soldier of Fortune, Inc.                | Hector                     | 2 Episodios                           |
| 1996-1997 | The Bold and the Beautiful              | Lucien Cortéz              | 2 Episodios                           |
| 1996      | JAG                                     | Drug Runner                | 1 Episodio                            |
| 1995      | Unsolved Mysteries                      | Tony Castro                | 1 Episodio                            |
| 1995      | Beverly Hills, 90210                    | Felipe                     | 1 Episodio                            |
| 1993      | The Adventures of Brisco County, Jr.    | Federale                   | 1 Episodio                            |
| 1992      | Renegade                                | Rafe                       | 1 Episodio                            |

### Videoclips
| Año  | Título                                   | Papel         |
| ---- | ---------------------------------------- | ------------- |
| 2004 | Got It Twisted de Mobb Deep              | Gánster rival |
| 2005 | Just a Lil Bit de 50 Cent                | Gánster rival |
| 2013 | High School de Nicki Minaj con Lil Wayne | El Jefe       |